# Мериков, Вадим Иванович
Вади́м Ива́нович Ме́риков (укр. Вадим Іванович Меріков; род. 23 февраля 1976, село Мешково-Погорелово) — украинский политический деятель, народный депутат Украины VII созыва. Председатель Николаевской областной государственной администрации с 28 июля 2014 по 29 июня 2016 года.

## Биография
Родился 23 февраля 1976 года в селе Мешково-Погорелово Жовтневого района Николаевской области. В 1993 году окончил Погореловскую среднюю школу, после чего поступил в Николаевский государственный педагогический институт на факультет физического воспитания и спорта, который окончил в 1997 году по специальности «преподаватель». Получил звание мастера спорта Украины по кикбоксингу, а также звание заслуженного тренера по боксу.
После окончания НГПИ поступил в Одесский национальный университет им. И. И. Мечникова, на факультет правоведения, который окончил в 2005 году. Получил квалификацию юриста.
С 2001 года занимал должность председателя правления ЗАО «Сигма-Спорт», созданной для финансирования муниципальной футбольной команды МФК «Николаев».
Учредил ряд компаний, которые успешно работают в Николаевской области. Такие как М-Моторос, «Рено Украина» в Николаевской области.

## Политическая деятельность
В 2005 году был избран депутатом V созыва Николаевского городского совета от «Блока Юлии Тимошенко».
В марте 2010 года состоялась первая Николаевская областная партийная конференция, на которой Вадим Мериков избран руководителем «Фронт перемен» и возглавил депутатскую группу в Николаевском городском совете.
В октябре 2010 года руководил избирательным штабом «Фронт перемен» в Николаевской области. Избран депутатом Николаевского областного совета (1-й номер списка партии «Фронт перемен»).
После выборов 2010 года возглавил фракцию «Фронт перемен» в областном совете. Депутатский корпус проголосовал за включение Вадима Мерикова в состав президиума областного совета, как уполномоченного представителя фракции.
На очередных выборах 2012 года в Верховную Раду Украины возглавил избирательный штаб Объединенной оппозиции в Николаевской области, включен в избирательный список от политической партии «Фронт перемен» под №65 .
Результатами выборов 2012 года стала победа двух оппозиционных кандидатов по 130 округу Игорь Бриченко. По 132 округу Аркадий Корнацкий, у которого победу отобрали.
14 июня 2013 года в связи с решением о ликвидации партии «Фронт перемен» Вадим Мериков вступил в партию ВО «Батькивщина». Был избран членом политического совета партии.
Активный участник оппозиционных акций к режиму Януковича. «Я против Януковича» , языковой майдан, «Вставай Украина». Вадим Мериков поддержал Евромайдан в Николаеве.
22 февраля 2014 года принял полномочия председателя Николаевского областного совета, «чтобы стабилизировать ситуацию в области».
25 февраля 2014 года провел заседание сессии Николаевского областного совета, на которой был избран председатель облсовета от Евромайдана Тарас Кремень.
2 марта 2014 года стал инициатором и организатором проведения масштабного проукраинского митинга «Защитим Украину вместе».
15 марта 2014 года Вадим Мериков принял полномочия народного депутата Украины после того, как Верховная рада прекратила полномочия народных депутатов Арсения Яценюка и Степана Кубива, которые получили должности в Кабинете министров.
В Раде был членом групп межпарламентских связей с Швейцарской конфедерацией, Французской Республикой, Королевством Норвегия, Соединённым Королевством Великой Британии и Северной Ирландии, Австрийской Республикой и Соединёнными Штатами Америки.
26 марта 2014 года Вадим Мериков вошёл в состав координационного совета Моторного (транспортного) страхового бюро Украины (МТСБУ).
7 апреля 2014 года поддержал активистов и выступил против сепаратизма. Ночью палаточный городок антимайдана был снесён. Впоследствии этот День по инициативе Вадима Мерикова стал Днём борьбы с сепаратизмом в Николаевской области.
В апреле 2014 года участвует в создании спецподразделения «Николаев», известного как «Святой Николай».
Весной 2014 года поддерживает установку блокпостов вокруг Николаева. Позже в городе были установлены фортификационные сооружения.
13 мая 2014 года стал заместителем главы временной следственной комиссии Верховной Рады Украины по расследованию фактов массовых убийств мирных граждан 2 мая 2014 года в Одессе, в Мариуполе и Красноармейске, а также в других городах на юге и востоке Украины.
Инициирует и принимает участие в выездном заседании Кабинета Министров Украины и Всеукраинском «круглом столе» национального единства в Николаеве, который состоялся 21 мая 2014 года.
Как народный депутат Украины поддержал инициативу установки в Николаеве памятника «Небесной Сотни». Памятник открыли 20 февраля 2015 года в городе Николаеве.

### Председатель Николаевской облгосадминистрации
28 июля 2014 года указом № 629 президента Украины Петра Порошенко назначен председателем Николаевской областной государственной администрации.
В середине августа 2014 года СМИ со ссылкой на источники в Службе безопасности Украины сообщили о задержании группировки из пяти человек, готовившей убийство губернатора Вадима Мерикова и членов его семьи. По данным силовиков, она связана с Донецкой Народной Республикой, взаимодействию которой со своими николаевскими единомышленниками чиновник ранее противодействовал.
Во время своей каденции уделяет особое внимание обороне и безопасности в Николаевской области. Возглавляет Совет обороны Николаевской области. В сентябре 2014 года создал комиссию по проверке и восстановлению бомбоубежища в областном центре и Николаевской области. В сентябре 2014 года вступает в отряд территориальной самообороны.
15 августа 2014 года поддерживает создание волонтёрского центра при облгосадминистрации. 25 ноября 2014 года был создан Совет волонтеров при облгосадминистрации. 12 октября 2015 года был представлен Центр помощи участникам АТО, демобилизованным и их семьям.
По инициативе Вадима Мерикова и при поддержке бизнесменов была приобретена первая квартира для семьи погибшего Сергея Татаринова. Также квартиру приобрели и семье погибшего военнослужащего Станислава Карачевского. Позже в квартире был сделан ремонт. По инициативе Вадима Мерикова дети военнослужащих отдохнули в Хорватии.
Перечисляет свою заработную плату на нужны 79-й отдельной аэромобильной бригады. Инициирует отправки гуманитарных грузов в зону продления АТО для военнослужащих и мирных жителей. Вадим Мериков неоднократно посещает зону проведения АТО и помогает военным.
Вадим Мериков занимает активную проукраинскую позицию. 20 февраля 2015 года призвал депутатов местных советов продержать Постановление Верховной Рады Украины о признании Российской Федерации страной-агрессором, а так называемые «ЛНР» и «ДНР» — террористическими организациями. В результате 500 депутатов, 19 районов и 5 городов Николаевской области поддержали это решение.
Весной 2015 года инициирует создание 11-го батальона территориальной обороны, который вступили 500 жителей Николаевской области.
В сентябре 2015 года с официальным визитом посетил Аджарию, где подписал Меморандум о сотрудничестве Николаевской области с Аджарией.
9 октября 2015 года открыл І Инвестиционный Форум «Николаевщина – надёжный партнёр», в рамках которого открыто несколько инвестиционных проектов и подписан Меморандум о сотрудничестве Николаевской области с Канадско-Украинской торговой палатой. В апреле 2016 года состоялся ІІ Инвестиционный Форум «Николаев – Батуми». В октябре 2017 году по инициативе и поддержке Вадима Мерикова состоялся ІІІ Инвестиционный Форум «Николаевщина – надёжный партнёр».
Согласно рейтингу «Деловая столица» Вадим Мериков вошёл в 5-ку лучших губернаторов Украины по итогам 2015 года .
6 апреля 2016 года подписал документы о разрыве отношений Николаевской области с областями-побратимами РФ.
23 мая 2016 года подписал распоряжение про декоммунизацию в Николаевской области.
По результатам рейтинга «Деловая столица» за І квартал 2016 года Вадим Мериков вошёл в 10-ку губернаторов Украины.
15 июня 2016 года председатель Николаевской областной государственной администрации Вадим Мериков подал в отставку. 24 июня 2016 года Кабинет Министров Украины принял отставку председателя Николаевской областной государственной администрации Вадима Мерикова.
29 июня 2016 года Президент Украины Петр Порошенко уволил председателя Николаевской областной государственной администрации Вадима Мерикова (указ № 277 от 29.06.2016).

## Меценатство
Финансировал установку памятника Невесте, который был открыт 10 сентября 2010 года в Николаеве возле Дворца торжественных событий. Финансово помог в установке монумента «Единая Европа».  В октябре 2010 году Вадим Мериков вместе с Арсением Яценюком открыли монумент.
Поддерживает Федерацию бокса и кикбоксинга в Николаевской области. При его поддержки проходят Чемпионаты по женскому боксу. В сентябре 2014 года Вадим Мериков помог спортсменам в Первомайске получить зал для тренировок. В марте 2014 года инициирует возрождение Турнира по боксу, посвященный памяти 68-и героев-десантников. 5-й турнир прошёл в Николаеве 23-25 марта 2018 года, получив звание Международного.
Поддерживает проведение выставок Народного художника Украины Андрея Антонюка. В октябре 2017 года инициирует создание Фонда Андрея Антонюка. В январе 2018 года становится членом Фонда.

## Награды
В 2007 году удостоен звания «Горожанин года» в номинации «Благотворительность».
14 октября 2014 года Святейший Патриарх Киевский и всей Руси-Украины Филарет за заслуги перед государством и поддержку церкви наградил Вадима Мерикова Орденом святого равноапостольного князя Владимира ІІ степень.
В 2016 году награждён орденом «За заслуги перед Николаевщиной».